# メナード青山リゾート
座標: 北緯34度35分41.46秒 東経136度15分25.28秒 / 北緯34.5948500度 東経136.2570222度

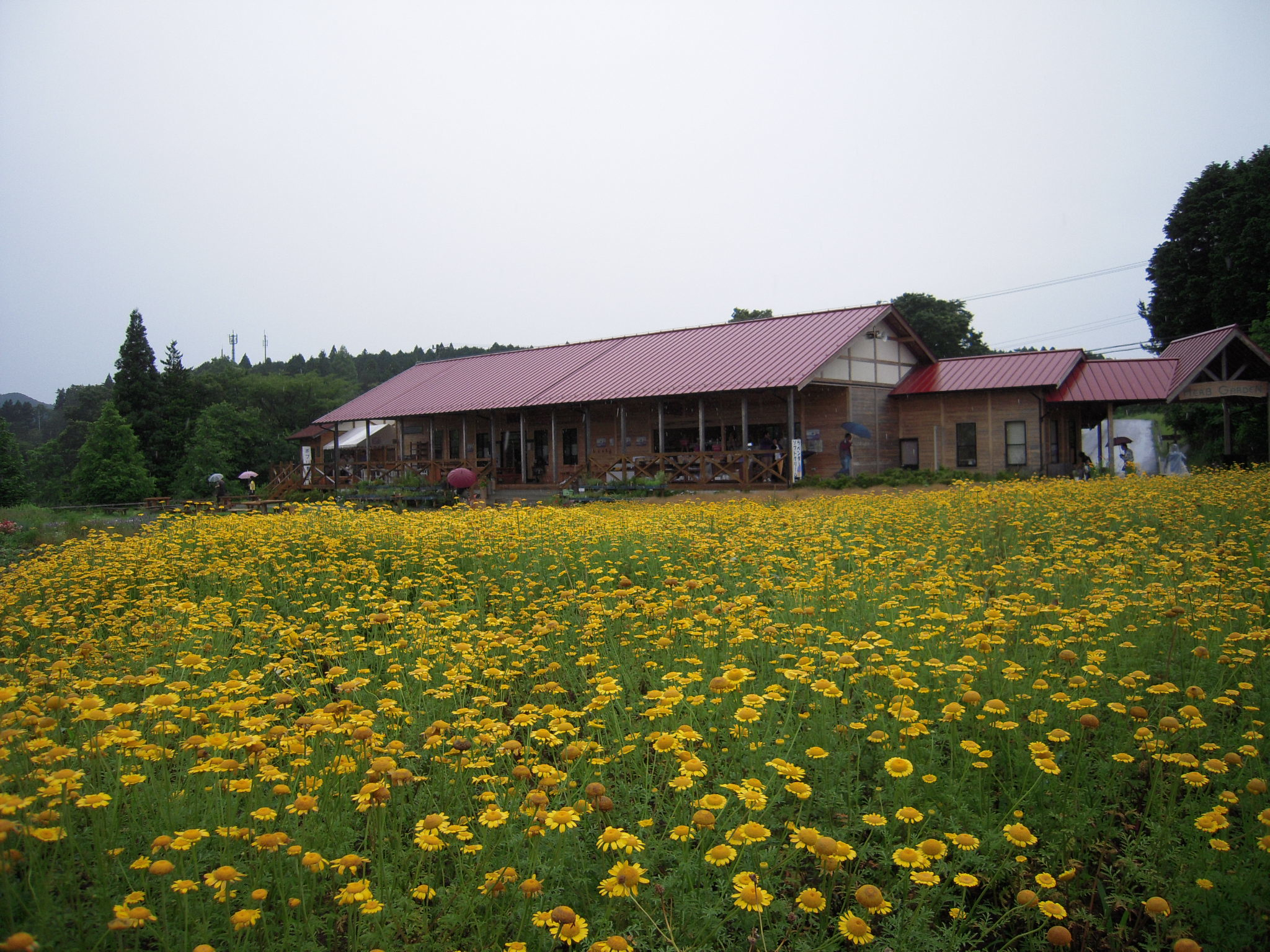
メナード青山リゾート

メナード青山リゾート（メナードあおやまリゾート）とは、日本メナード化粧品の関連施設のひとつで、同社が所有するリゾート施設である。三重県に存在し、室生赤目青山国定公園の一部になっている。点在する施設は、伊賀市と津市の境である布引峠周辺に存在する。

## 主な施設

### 宿泊施設
- メナード青山ホテル（ホテル内には、霧生温泉「雅の湯」がある）
- ホテルシャンベール（ホテル内には、霧生温泉「香楽の湯」がある）
- コテージ「スイス村」
- 和風館「雅楽司」

### スポーツ施設
- メナードカントリークラブ・青山コース
- テニスコート
- 屋内温水プール
- パターゴルフコース

### その他
- レストラン（ピザ・ベーカリー・そば・ラーメン）
- 売店
- 体験教室（コスメ教室・陶芸教室・パン教室・そば教室・ハーブ教室・木工教室）
- ハーブガーデン
- エステティックサロン

など、多くの施設がある。

## CM出演・担当者
- 上岡龍太郎 - 元タレント。1984年頃に関西・中京地方にて放映されたテレビCMのイメージキャラクター。
- 板東英二 - 元中日ドラゴンズ投手。同上。テレビCMでは上岡と共演していた。
- 岡田奈々 - 女優。同上。メナード化粧品のイメージキャラクターも務めていた。
- 福留孝介 - 中日ドラゴンズ → シカゴ・カブス → 阪神タイガース外野手。ラジオCMに出演しているほか、自身の公式ホームページのトップページには、メナード青山リゾート・ホームページへのリンク付きの広告が掲載されている。
- 青山紀子 - 元東海ラジオアナウンサー。姓が青山ということもあり、同局で流れるラジオCMを担当。
- 山崎武司 - 元中日ドラゴンズ選手。2014年よりラジオCMに出演。

## ラジオ番組
- 松井愛のすこ～し愛して♥ - 在阪民放局のMBSラジオが平日のランチタイムに放送している生ワイド番組で、日帰りのバスツアーを兼ねた定員抽選制のリスナー向け公開収録を随時実施。当施設の広報がインフォマーシャルに登場することもある。
- 東海ラジオガッツナイター - 在京民放局の東海ラジオ放送がナイターシーズン期間中の水曜日担当に放送しているプロ野球中継番組。

## 登場する作品
- 『鉄道捜査官 伊勢鉄道引き返せない単線列車からの脱出トリック』（沢口靖子主演、テレビ朝日系列2011年4月30日）